# 凭祥睑虎
凭祥睑虎（学名：Goniurosaurus luii）一种分布于中华人民共和国南部和越南北部的爬行动物，隶属于睑虎科洞穴睑虎属。
凭祥睑虎最早于中国广西壮族自治区凭祥市被发现。凭祥睑虎被发现后，遭到大量的猎捕后在网上作为宠物贩卖，造成野外种群数量急剧下降。